# وزغ بیل‌پای سوری
وزغ بیل‌پای سوری (نام علمی: Pelobates syriacus) نام یک گونه از راسته بی‌دمان است.